# كوزي فان توتي
كوسي فان توتي (Così fan tutte) هي أوبرا إيطالية من مقطعين من تأليف ولفغانغ موتسارت، عرضت للمرة الأولى في عام 1790. مؤلف النص هو لورنزو دابونتي.
كوسي فان توتي هي واحدة من ثلاث أعمال أوبرا لموتسارت، وتتحدث قصة الأوبرا عن عشيقين يقومان بالتموه لاختبار حب حبيبتيهما لهما وذلك في تحدي لألفونسو الذي يحاول إقناعهما بأن كل النساء متقلبات.